# Else-Marie Ljungdahl
Else-Marie Ljungdahl, tidigare Lindmark, född 11 juni 1942 i Solna församling, är en svensk kanotist.
Hon är dotter till gymnasten och olympiske guldmedaljören Edmund Lindmark (1894-1968). Else-Marie Ljungmark tävlade för Stockholms KK och deltog i två OS. Vid OS 1960 i Rom paddlade hon K-1, 500 meter, i Albanosjön och kom sexa med tiden 2.14,7 av nio i finalen. Vid OS 1964 i Tokyo förbättrade hon placeringen och blev femma på 2.16,0. På samma plats, i Sagamisjön i Kanagawa tävlade hon också i K-2, 500 m, tillsammans med Eva Sisth och de slutade på sjätte plats i finalen med tiden 2.02,24.